# 330-е годы до н. э.
330-е (три́ста тридца́тые) го́ды до на́шей э́ры по пролептическому юлианскому календарю — промежуток времени с 1 января 339 года до н. э. по 31 декабря 330 года до н. э., включающий с 339 по 331 годы 7-го десятилетия  и 330 год 8-го десятилетия IV века 1-го тысячелетия до н. э. Им предшествовали 340-е годы до н. э., за ними следовали 320-е годы до н. э. Они закончились 2355 лет назад.

## События

### 339 год до н. э.
- 339 (Т. Ливий. История… М., 1989—1993, т. 1, с. 376—377) — Консулы Тиберий Эмилий Мамерцин (патриций) и Квинт Публилий Филон (плебей). Диктатор (№ 38) Квинт Публилий Филон, начальник конницы Юний Брут.
- 339 — Победа Кв. Публилия над латинами на Фенектанской равнине, триумф Кв. Публилия. Диктатор проводит три закона: постановления плебеев обязательны для всего народа, законы должны утверждаться отцами до представления их на голосование в центуриатные комиции, один цензор должен избираться из плебеев.
- Битва при Везувии — поражение римлян под начальством Публия Деция Муза от восставших латинов.
- Поход Тиберия Эмилия Мамерцина против городов Тибур, Пренесте, Велитры и Педум.
- Триумф диктатора Квинта Публилия Филона над латинами и его законы (leges Publiliae) из 3 статей, по одной из которых один из цензоров должен быть плебеем.
- 339/8 — Афинский архонт-эпоним Лисимахид.
- 339—314 — Глава Академии Ксенократ (396—314).
- 339 — Аристотель возвращается в Стагиру.

### 338 год до н. э.
- 338 (Т.Ливий. История… М.,1989-93, т.1, с.377-379) — Консулы Луций Фурий Камилл (патриций) и Гай Мений (плебей).
- 338 — Победа Камилла у Педа над тибуртинцами. Взятие Педа, захват всего Лация. Триумф обоих консулов.
- 338 — Победа Рима над латинами. Латинская лига распущена. Договоры возобновлены между Римом и каждым городом отдельно. У всех городов отняты части их земель, повсюду поселены римские граждане. Ланувий, Ариция, Номент, Педум сделались римскими подвластными общинами. Велитры строго наказаны: из города изгнан сенат, произведены суровые конфискации.
- Битва при Трифануме — Тит Манлий Торкват побеждён латинами.
- Распад Латинской лиги.
- Триумф Фурия Камилла над городами Тибур и Педум. Триумф Гая Мения над Анцием, Лавинием и Велитрами.
- Получение римского гражданства городами Ланувий, Ариция, Номент, Педум и Рускулум. Фунды, Формии, Кумы, Капуя и Свессула получают civitas sine suffragio.
- 338 — Архидам отправился в Италию на помощь тарентийцам и погиб в войне с луканцами.
- 338/7 — Афинский архонт-эпоним Хэронд.

### 337 год до н. э.
- 337 (Т.Ливий. История… М.,1989-93, т.1, с.379-380) — Консулы Гай Сульпиций Лонг (патриций) и Публий Элий Пет (плебей). Диктатор (№ 39) Гай Клавдий Красс Инрегилленсис, начальник конницы Гай Клавдий Гортатор. Избраны при неблагоприятных предзнаменованиях, сложили полномочия.
- 337 — Первое избрание плебея претором (на 336 г.).
- 337/6 — Афинский архонт-эпоним Фриних.
- 337 — Афинский оратор Ктесифон предложил наградить Демосфена золотой короной. Против этого выступил Эсхин.
- Филипп II Македонский созывает в Коринфе Панэллинский конгресс, который провозглашает объединение Греции в Панэллинский союз и объявляет войну Персии. Филипп II провозглашается стратегом-автократором (главнокомандующим) союза.
- 337 — Александр, сын Филиппа, едет в Афины для заключения мира. Встреча Александра с Диогеном. Конгресс греческих городов (кроме Спарты) в Коринфе, закрепивший власть Македонии. Ликвидация Делосского союза.
- 337 — Развод Филиппа с Олимпиадой. Свадьба с Клеопатрой, племянницей Аттала. Ссора Филиппа и Александра. Александр уехал к иллирийцам, а Олимпиаду увёз в Эпир. Коринфянин Демарат помирил Филиппа с Александром и уговорил того вернуться.
- Женитьба Филиппа II на Клеопатре и его развод с Олимпиадой. Александр Македонский бежит к иллирийцам, но затем мирится с отцом.

### 336 год до н. э.
- (Т. Ливий. История… М., 1989—1993, т. 1, с. 380) — Консулы Луций Папирий Красс (патриций) и Цезон Дуиллий (плебей). Претор Квинт Публилий Филон.
- В Кампании постепенно введено римское общинное управление.
- Афинский архонт-эпоним Пифодел.
- Подготовка македонян к походу против Персии. В Азию направлены войска во главе с Атталом и Парменионом.
- Март — Филипп начинает подготовку к войне с Персией, отправив в Малую Азию своих полководцев Аминту, Аттала и Пармениона с войсками. Филипп решил женить своего сына Арридея на дочери сатрапа Карии Пиксодара. Александр сам захотел жениться на ней. Тогда Филипп поссорился с ним и выслал Неарха и Птолемея из Македонии.
- Лето — Свадьба дочери Филиппа Клеопатры и царя Эпира Александра в Эгах. На свадьбе Филипп убит Павсанием.
- Убийство Филиппа II Македонского. Царём Македонии становится Александр III Великий, сын Филиппа II и Олимпиады.
- Александр расправился с убийцами отца. Олимпиада расправилась с Клеопатрой. Александр приказал убить своего сводного брата Карана и полководца Аттала. Волнения в Греции : Афинах, Этолии, Фивах, Аргосе, Элиде. Александр помирился с фессалийцами, фокейцами, амбракиотами и двинул войско в Беотию. Эллины назначили его полномочным военачальником Эллады.
- Артаксеркс IV Арсес убит вместе со всем своим семейством при участии Багоя. Царём Персии становится Дарий III Кодоман, правнук Дария II.
- Дарий приказал казнить Багоя.

### 335 год до н. э.
- в Риме консульство Марка Атилия Регула Калена (плебей) и Марка Валерия Корва (4-й раз) (патриций), диктатор (№ 40) для выборов Луций Эмилий Мамерцин Приверна, начальник конницы Квинт Публилий Филон
- победа Марка Валерия Корва над авзонами, взятие Калов, триумф Марка Валерия Корва (3-й раз)
- очередной олигархический переворот в Сиракузах (неточно)
- архонт-эпоним Эвэнет в Афинах
- в Афинах основана философская школа Аристотеля (ликей)
- в Афинах в честь победителя драматических состязаний в театре Диониса возведён монумент Лисикратос, известный как Фонарь Диогена
- в Греции началось антимакедонское восстание, возглавленное фиванцами; македонский царь Александр III вторгся в Среднюю Грецию, взял и разрушил Фивы
- весна — поход Александра во Фракию, победа над фракийцами и трибалами; переправа через Дунай, мир с трибалами и гетами; подавление восстания в Иллирии во главе с царём тавлантиев Главкием и Клитом, сыном Бардилея; убийство Аминты и Тимолая; зима — Александр улаживает дела в Македонии и оставляет управление в Македонии и Элладе Антипатру
- греческая колония Феодосия потеряла свою независимость, войдя в состав Боспорского царства
- царём Эфиопии становится Настасен

### 334 год до н. э.
- 334 (Т.Ливий. История… М.,1989-93, т.1, с.381) — Консулы Спурий Постумий Альбин (патриций) и Тит Ветурий Кальвин (плебей). Триумвиры для выведения поселения в Калы Цезон Дуиллий, Тит Квинкций и Марк Фабий. Диктатор (№ 41) Публий Корнелий Руфин, начальник конницы Марк Антоний. Диктатор из благочестивых опасений слагает должность.
- 334 — Мирный договор римлян с галлами.
- 334/3 — Афинский архонт-эпоним Ктесикл.
- 334, весна — Греко-македонская армия переправилась через Геллеспонт. Войско в Сесте и Абидосе. В Трое Александр приносит жертву Афине. Май — Победа над персами во главе с Ресаком и Скифридатом при Гранике. Александр без боя занимает Сарды, Эфес. В Лидии он оставляет Антигона. Взятие Милета и Галикарнаса. В Карии он вернул власть княжне местной династии Аде. Зима — Покорение Ликии и Памфилии. Взятие Килены.
- Александр Македонский переправляется через Геллеспонт (Дарданеллы) для завоевания Персии.
- Битва при Гранике: Александр Македонский наносит поражение персидской армии на востоке Малой Азии, берёт персидский город Сардис и освобождает ионический город Милет.
- Александр Македонский основывает Александрию (дата не точная).
- начало похода А.Македонского на Восток 334 год до н. э. — 325 год до н. э.
- Южнокитайское царство Юэ разорено царствами Чу и Ци.
- Основано царство Миньюэ (334—110 гг до н. э.).

### 333 год до н. э.
- 333 (Т.Ливий. История… М.,1989-93, т.1, с.381) — «Год диктатора» по фастам. Диктатор (№ 42) Публий Корнелий Руфин.
- 333/2 — Афинский архонт-эпоним Никократ.
- 333 — Весна — Александр в Гордии, столице Фригии. Послы пафлагонцев подчиняются Александру. Подчинение Каппадокии. Войско Александра идёт к Киликийским воротам. Занятие Тарса. Болезнь и выздоровление Александра. Поход Александра в Северную Сирию. Осень — Битва при Иссе. Разгром армии персов. Захват огромного обоза. Пленение семьи Дария. Занятие Марафа и Арада в Финикии. Парменион занимает Дамаск. Конец года — Александр занимает Келесирию, Библ, Сидон. Зима — Персы предприняли ряд контратак на суше в Малой Азии, но разбиты Антигоном, наместником Большой Фригии. Декабрь — Начало осады Тира.
- Александр Македонский одержал победу над Дарием III Кодоманом в битве при Иссе.

### 332 год до н. э.
- 332 (Т.Ливий. История… М.,1989-93, т.1, с.381-382) — Междуцарствие. Пятый интеррекс — Марк Валерий Корв. Консулы Гней Домиций Кальвин (плебей) и Авл Корнелий Косс Арвина (2-й раз) (патриций). Претор Луций Папирий. Цензоры Квинт Публилий Филон (плебей) и Спурий Постумий (патриций). Диктатор (№ 43) Марк Папирий Красс, начальник конницы Публий Валерий Публикола.
- 332 — Добавлены две трибы: Мецийская и Скаптийская (стало 29).
- 332/1 — Афинский архонт-эпоним Никет.
- 332 — Царь Спарты Агис плавал на Сиорн, где встретился с полководцем Дария Автофрадом и получил от него 30 талантов серебра и 10 триер. Агис собрал 8000 греческих наёмников.
- 332 — Кипрские цари подчиняются Александру. Флот Сидона и Кипра подходит к Тиру. Июль — Взятие Тира и разрушение города. Александр отвергает несколько предложений Дария о мире. 2-месячная осада, взятие и разрушение Газы. Ноябрь — Александр занимает Пелусий. Сатрап Египта Мазак капитулирует и сдаёт Александру Мемфис и казну. Македонское войско в Египте. Зима — Александр в Гелиополе и Мемфисе. Основание Александрии.
- Войска Александра Македонского вступили в Древний Египет, а сам он принял титул фараона. Начало эллинистического периода истории Древнего Египта.
- Основана Александрия Египетская.

### 331 год до н. э.
- 331 (Т.Ливий. История… М.,1989-93, т.1, с.382-383) — Консулы Гай Валерий Потит (патриций) и Марк Клавдий Марцелл (плебей). (Т.Ливий: в летописях вместо Валерия Флакк и Потит). Курульный эдил Квинт Фабий Максим. Диктатор (№ 44) для вбития гвоздя Гней Квинкций Капитолин (по Т.Ливию Гай Квинктилий), начальник конницы Луций Валерий.
- 331 — Процесс над матронами-отравительницами. (Рим)
- 331 — Царь Эпира Александр направился в Италию по приглашению жителей Тарента, просивших помощи против бруттиев. Воевал с апулийцами, затем заключил союз с их царём. Потом затеял войну с бруттиями и луканами. В Лукании Александр захватил тарентинское поселение Гераклею, луканскую Потенцию, Сипонт апулийцев, Кенсенцию бруттиев, другие города мессапийцев и луканцев. Армия Александра заняла три отстоящих друг от друга холма. Все поля были залиты водой, и луканцы разбили отряды поодиночке. Александр убил вождя луканцев, но был убит.
- 331—313 — Царь Эпира Эакид.
- 331/0 — Афинский архонт-эпоним Аристофан.
- 331 — Восстание во Фракии. Антипатр двинулся во Фракию. Царь Спарты Агис привлекает в борьбу против Македонии другие государства Пелопоннеса и Эллады. Антипатр кое-как заканчивает войну во Фракии и идёт в Пелопоннес. Победа Антипатра над союзниками при Мегалополе. Гибель Агиса.
- 331—305 — Царь Спарты из рода Эврипонтидов Эвдамид I.
- 331 — Зима — Александр в храме Аммона. Все острова и Кирена признают власть Александра. Персидский военачальник Фарнабаз схвачен на Хиосе с остатками своего флота. Весна — Македоняне выходят из Египта по пути через Иудею и Финикию. Наместником Сирии назначен македонец Асклепиодор. Июль — Сатрап Мазей отступает, и Александр переправляется через Евфрат. Переправа через Тигр.
- 331 — 1.10 — Решающая победа войска Александра (40000 пехоты и 7000 кавалерии) над армией Дария (250000) при Гавгамелах. Дарий бежит в Мидию, а затем в местности к югу от Каспийского моря. Александр занимает Арбелы, где захватывает казну Дария. Осень — Александр занимает Вавилон, который ему сдал сатрап Мазей. Мазей остаётся сатрапом Вавилона. Занятие Суз. Подчинение горных уксиев. Горные проходы между Сузианой и Персеидой занимает сатрап Персеиды Ариобарзан. Александр заходит ему в тыл и разбивает.
- Зопирион, наместник Александра Македонского во Фракии, вторгся в западные владения скифов, осадил Ольвию, но скифы уничтожили его войско.

### 330 год до н. э.
- 330 (Т.Ливий. История… М.,1989-93, т.1, с.383-384) — Консулы Луций Папирий Красс (2-й раз) (патриций) и Луций Плавтий Веннон (плебей).
- 330 — Война с привернатами.
- 330/29 — Афинский архонт-эпоним Аристофон.
- 330 — Эсхин, «Против Ктесифонта».
- 330 — Эсхин обвиняет Ктесифона. Речь Демосфена в защиту Ктесифона. На Эсхина (389—314) наложен огромный штраф, он уехал на Родос.
- 330 — Начало года — Хранитель царской казны Тиридат сдаёт Александру Персеполь. Захват огромной добычи. Сожжение дворца персидских царей в Персеполе. 4 месяца Александр провёл в Персеполе. Весна — Поход в Мидию, занятие Экбатан. Александр отпускает на родину многих греческих союзников и фессалийцев.
- 330 — Лето — Восточные сатрапы убивают Дария. Сатрап Бактрии Бесс провозглашает себя Артаксерксом IV. Александр переходит через горы Эльбурс и занимает Задракарты в Гиркании. Разгром мардов. Греческие наёмники Дария капитулируют. Поход Александра в Парфию и Арейю. Сатрап Арейи Сатибарзан подчиняется Александру. Когда македонцы направляются в Бактрию, он вновь восстаёт. Александр возвращается и подавляет восстание. Резня в Ариане. Основание Александрии Арианской (Герат). Александр в Дрангиане, в Фарахе. Заговор Филоты, сына Пармениона. Казнь Филоты и Пармениона.
- 330—322 — Царь Каппадокии Ариарат I.

## Важнейшие события
- Александр Македонский[1] завоёвывает Персидское царство.
- Грек Пифей[2] из Массилии совершает морское путешествие в Северное море, открывает северное сияние, полярный лёд и полярную ночь, однако ему не верят и подвергают насмешкам.